# Euphorbia moratii
Euphorbia moratii är en törelväxtart som beskrevs av Werner Rauh. Euphorbia moratii ingår i släktet törlar, och familjen törelväxter. IUCN kategoriserar arten globalt som sårbar.

## Underarter
Arten delas in i följande underarter:
- E. m. antsingiensis
- E. m. bemarahensis
- E. m. moratii
- E. m. multiflora